# Independence Day: Wiederkehr
Independence Day: Wiederkehr (Originaltitel Independence Day: Resurgence) ist ein US-amerikanischer Science-Fiction-Film des Regisseurs Roland Emmerich aus dem Jahr 2016 von 20th Century Fox. Der Film kam am 24. Juni 2016 in die US-Kinos. In Deutschland lief der Film am 14. Juli 2016 in den Kinos an. Independence Day: Wiederkehr knüpft an die Handlung des ersten Teils an, wobei mehrere Schauspieler wie Jeff Goldblum, Bill Pullman, Brent Spiner und Vivica A. Fox erneut ihre Rolle verkörpern, Will Smith jedoch nicht mehr.

## Handlung
Nach der Alien-Invasion im Jahr 1996, bei der drei Milliarden Menschen ums Leben gekommen waren, bereiten sich die Bewohner einer postapokalyptischen Erde auf einen neuen Kampf gegen die Außerirdischen vor, da die damals besiegten Aliens ein Notsignal ins All senden konnten, um Unterstützung anzufordern. Am Saturnring und auf dem Mond, dessen Rohstoffe genutzt werden, wurden von den Menschen Außenposten errichtet. Aus dem Material, das die Außerirdischen bei ihrem ersten Angriff zurückgelassen hatten, wurden Maschinen gebaut und Antriebsaggregate für interplanetare Reisen entwickelt. Zudem schützt ein neues planetares Verteidigungssystem die Erde, das auf der Alien-Technologie basiert.
Als bei der Verteidigungsbasis auf dem Mond ein kugelförmiges Raumschiff auftaucht, wird es von der US-Präsidentin zum Abschuss freigegeben. Nach geglücktem Abschuss schlägt David Levinson – inzwischen Direktor der Area 51 – vor, die Absturzstelle zu untersuchen. Dort können sie gerade eine geschlossene Kapsel bergen, als ein deutlich größeres Schiff eintrifft. Es zerstört die Mondbasis und tritt in die Erdatmosphäre ein. Durch seine enorme Größe mit einem Durchmesser von ca. 5.000 km hat das Mutterschiff eine so große Eigengravitation, dass es ganze Städte vom Erdboden reißt, als es landet.
Levinson bietet für den Kampf gegen die Aliens seine Erfahrungen an, die er bei der ersten Invasion gesammelt hat. Unterstützt wird er von dem Alien-Forscher Dr. Brackish Okun. Dylan Dubrow-Hiller tritt das Erbe seines Stiefvaters Captain Steven Hiller an. Die Tochter des ehemaligen Präsidenten Whitmore ist mit dem Ex-Kampfpiloten Jake verlobt. Dieser hatte seine Eltern während der ersten Alien-Invasion verloren und absolvierte anschließend eine Ausbildung beim Militär.
Von der inzwischen als Militärbasis für Alienangriffe ausgebauten Area 51 startet die erste Gegenoffensive der Menschen, die von Hiller angeführt wird. Sie stellen fest, dass sie nichts ausrichten können, und erleiden schwere Verluste. Ein kleiner Verbund dringt in das Innere des Schiffs ein und wird dort durch eine elektromagnetische Schockwelle zum Absturz gebracht.
Währenddessen wird die geborgene Kapsel vom Mond untersucht. In ihrem Inneren verbirgt sich eine kugelförmige Raumsonde. Als sie aktiviert wird, erfahren die Menschen von den Plänen der angreifenden Aliens. Diese ziehen von Planet zu Planet, um aus deren Kernen Energie zu gewinnen, die sie für ihre Entwicklung benötigen. Jede größere Operation wird dabei von einer Alienkönigin kontrolliert. Die Sonde gehört zu den Feinden der Aliens, die jetzt gekommen war, um den Menschen zu helfen. Sie hat in der Vergangenheit maßgeblichen Anteil an der Rettung etlicher außerirdischer Spezies gehabt, die von den Aliens überfallen wurden und dadurch ihren Planeten verloren. Vor den Invasionen hat die Sonde durch Rettungsmissionen die Überlebenden auf einen sicheren Planeten gebracht. Ihre Mission war, die Erde ebenfalls zu evakuieren. Damit wird sie zur Verbündeten der Menschen. Es handelt sich um die letzte ihrer Art.
Die Aktivierung der Sonde wird von der Alienkönigin registriert, welche sich nun mit einer Flotte von Jägern in Richtung Area 51 bewegt, um die Sonde in ihren Besitz zu bringen. Der Grund dafür ist, dass sich auf dem Planeten mit den intergalaktischen Flüchtlingen langsam Widerstand gebildet hat und eine Gegenoffensive geplant ist. Bekämen die Aliens die Sonde in ihre Gewalt, könnten sie den Standort des Planeten ausfindig machen und die Widerstandskämpfer auslöschen. Mit einem Ablenkungsmanöver sollen die Aliens auf eine falsche Fährte gelockt werden. Das Signal der Sonde wird kopiert, während sie selbst in eine Abschottungskammer gebracht wird. Der Plan scheint zunächst aufzugehen: Die Königin folgt dem Schlepper hinaus in die Wüste, wo sie mit Kaltfusionsbomben unschädlich gemacht werden soll. Zwar kann ihr Raumschiff tatsächlich zerstört werden (Whitmore fliegt mit einer Atombombe hinein und sprengt sich selbst in die Luft), doch sie selbst überlebt die Explosion mittels eines eigenen Schutzschildes. Ihre Untergebenen umkreisen sie daraufhin in kleinen Raumschiffen und versuchen so, sie zu schützen. Sie beschränken sich auf das Umkreisen der Königin und attackieren nicht die angreifenden Erdpiloten (die deutlich in der Minderzahl sind). Beim Versuch, die Sonde in der Area 51 in ihren Besitz zu bringen, wird die Königin von Hiller und Morrison getötet, woraufhin die übrigen Außerirdischen führungslos werden. Sie verlassen die Erde in ihrem Raumschiff.
Mit dem Wissen der Raumsonde soll nun ein gezielter Angriff unter der Leitung der Menschheit gegen die Aliens gestartet werden.

## Produktion

### Entstehungsgeschichte
Eine Wiederaufnahme des Stoffes aus dem ersten Film von 1996, der weltweit über 817 Millionen Dollar einspielte, war bereits kurz nach dessen unerwartetem Erfolg geplant. Allerdings stellte der mit dem Schreiben des Drehbuchs beauftragte Dean Devlin die Arbeit daran ein und gab das Geld zurück, weil er das Gefühl hatte, die Fortsetzung entspreche nicht den Standards der Vorlage. 15 Jahre später wagte sich Devlin mit Roland Emmerich an einen neuerlichen Versuch, der die Idee einer Fortsetzung wieder ins Rollen brachte. Am 21. Juni 2015 gab Emmerich bekannt, dass die Fortsetzung seines Alien-Films den Titel Independence Day: Resurgence tragen werde, was so viel wie „Wiederkehr“, „Wiederauferstehung“ oder „Wiederaufleben“ bedeutet. Emmerich wollte mit dem Film einen Neustart unternehmen und das bisher gekannte Universum erweitern. Der Film sollte ebenso wie der erste Teil in seinem tatsächlichen Erscheinungsjahr, nun 2016, spielen.
Auf der Website warof1996.com stellte 20th Century Fox ab Dezember 2015 Hintergrundinformationen zum Film zur Verfügung. Hier ist zu erfahren, dass Captain Steven Hiller, der Protagonist in Independence Day, nach seinen Heldentaten im Jahr 1996 weltweit zur Ikone wurde, dann jedoch beim Test eines neuen Hybrid-Fahrzeuges, das mit Alien-Technologie ausgerüstet wurde, im Jahr 2007 starb. So wurde er von seiner Frau Jasmine und seinem Stiefsohn Dylan überlebt.
Bei einer Vorführung des Films Independence Day zum 20. Jahrestag seiner Veröffentlichung erklärte Emmerich in einem Interview mit Entertainment Weekly, warum es so lange gedauert hatte, bis es zur Fortsetzung des Films kam: „Ich bin immer gegen Fortsetzungen“. Emmerich erklärte weiter, er tue so etwas nur dann, wenn er einen Weg entdecke, wie es nicht nach einer Fortsetzung aussieht.

### Besetzung
Im Februar 2014 sagte Will Smith seine Rückkehr zum Sequel ab. Emmerich hatte schon im Sommer 2013 verkündet, der Star sei zu teuer geworden. Später erklärte Emmerich, Smith habe die Rolle abgelehnt, da dieser zum damaligen Zeitpunkt bereits für drei Science-Fiction-Filme in Folge verpflichtet gewesen sei und nicht noch einen vierten folgen lassen wollte. Emmerich ließ zur Sicherheit mehrere Drehbuch-Entwürfe schreiben – mit und ohne den Star aus dem ersten Teil. Letztlich schlüpfte Jessie Usher in die Rolle von Captain Steven Hillers Stiefsohn Dylan, der im Originalfilm noch vom jungen Ross Bagley verkörpert wurde. Maika Monroe stieß im April 2015 dazu. Ebenfalls sind wieder Jeff Goldblum und Bill Pullman als Wissenschaftler und Politiker zu sehen. Im Januar 2015 wurde die Besetzung des Ex-Kampfpiloten Jake Morrison mit Liam Hemsworth bekannt. Im März 2015 wurden Charlotte Gainsbourg als Dr. Catherine Marceaux und Vivica A. Fox als Jasmine Dubrow-Hiller in die Crew aufgenommen. Im Mai 2015 folgten Sela Ward und William Fichtner. Der Nachwuchsschauspieler Travis Tope ist im Film in der Rolle des naiven Charlie Miller als Freund von Morrison zu sehen, den er bereits seit Kindertagen kennt. Joey King, die bereits in White House Down (2013) für Emmerich tätig war, übernahm die Rolle von Sam. Der Kinderdarsteller Garrett Wareing spielt im Film Bobby.

### Dreharbeiten, Nachbearbeitung und Budget
Die Dreharbeiten begannen im Frühjahr 2015 in New Mexico und wurden im August 2015 beendet. Ein Teil der visuellen Effekte wurde von der Stuttgarter VFX-Firma LUXX Studios erstellt. Das Budget des Films betrug 200 Mio. US-Dollar.

### Filmmusik
Während zu Beginn der Produktion angekündigt wurde, David Arnold, der 1996 bereits die Filmmusik von Independence Day komponierte, zeichne für die Filmmusik verantwortlich, wurde im August 2015 bekannt, dass der Produzent Harald Kloser und der mit ihm befreundete Österreicher Thomas Wander als Komponisten fungieren werden. Beide schrieben bereits gemeinsam die Musik für White House Down, den Kloser ebenfalls mitproduzierte, und arbeiteten auch an der Filmmusik zu 2012, The Day After Tomorrow und 10.000 B.C. Der Soundtrack zum Film enthält neben dem Lied Electric U von Kid Bloom auch eine Coverversion des Liedes Bang Bang (My Baby Shot Me Down) von Annie Trousseau (im Original von Cher). Im Dezember 2016 wurde der Soundtrack als Anwärter bei der Oscarverleihung 2017 in der Kategorie Beste Filmmusik in die Kandidatenliste (Longlist) aufgenommen, aus denen die Mitglieder der Akademie die offiziellen Nominierungen bestimmen werden. Der gesamte Soundtrack umfasst 25 Titel und wurde am 17. Juni 2016 von Sony Classical veröffentlicht.
Titelliste des Soundtracks
1. Traveling Through Space
2. Great Speech
3. Hostile Territory
4. How Did They Get the Lights On?
5. Inside the African Ship
6. More Stimulation
7. Fear
8. The Friendly Spaceship
9. The Only Family I Got
10. Welcome to the Moon
11. What Goes Up
12. It’s Getting Real
13. Flying Inside
14. It’s a Trap
15. Worth Fighting For
16. The Sphere
17. The Queen is Leaving
18. Whitmore’s Choice
19. Humanity’s Last Stand
20. Bus Chase
21. We are Rich
22. Independence Day Resurgence Finale
23. ID4 Reprise
24. Electric U – Kid Bloom
25. Bang Bang (My Baby Shot Me Down) – Annie Trousseau

### Marketing und Veröffentlichung
Im Dezember 2015 ging die Website warof1996.com online, auf der 20th Century Fox neben Hintergrundinformationen zum Film auch die Geschehnisse nach der erfolgreich niedergeschlagenen Alien-Invasion von 1996 erklärt und die wie eine Dokumentation der zeitlichen Ereignisse aufgebaut ist. Während des Super Bowls am 7. Februar 2016 stellte 20th Century Fox einen neuen Trailer vor, der mit der amerikanischen Nationalhymne unterlegt war und als sehr patriotisch wahrgenommen wurde. Einen Monat vor dem Kinostart veröffentlichte 20th Century Fox schließlich einen letzten, fast fünfminütigen Trailer zum Film. Während im Hintergrund eine Rede von Präsidentin Lanford zu hören ist, die an die Geschehnisse von vor 20 Jahren erinnert, werden verschiedene Figuren des Films eingeblendet. Man sieht, wie David Levinson mit Hilfe eines hochentwickelten Empfangsgerätes frühzeitig von der bevorstehenden Ankunft der Aliens erfährt, wie nach deren Eintreffen etwas die Gravitation auf der Erde aufhebt und Menschen und Gegenstände zu schweben beginnen. Von einem gefangengehaltenen Alien erfahren die Wissenschaftler, dass es sich um eine sie handelt, deren Ankunft zu erwarten ist. Schließlich sind kurze Sequenzen aus verschiedenen Kampfszenen zwischen den Aliens und von Menschen gesteuerten Flugzeugen zu sehen.
Am 18. Juni 2016 wurde von 20th Century Fox ein fast zweiminütiges virales Promo-Video zum Film mit dem Titel Heroes of 96: Dr. Okun veröffentlicht. Darin werden die Heldentaten der Figur Dr. Brackish Okun gefeiert und dieser in einem Atemzug mit den Wissenschaftlern Carl Sagan, Stephen Hawking und Albert Einstein genannt. Zudem wird erklärt, wie Okun die erste Alien-Attacke überleben konnte.
Der Film feierte am 20. Juni 2016 im Chinese Theatre in Los Angeles in Anwesenheit vieler beteiligter Schauspieler seine Weltpremiere und kam am 24. Juni 2016 in die US-Kinos und damit fast auf den Tag genau 20 Jahre nach der Premiere des Vorgängerfilms. Bei der Premiere in Los Angeles durfte sich der Regisseur Roland Emmerich durch Hand- und Schuhabdrücke vor dem Chinese Theatre verewigen. In einigen Ländern erschien der Film bereits einen Tag früher. Am 29. Juni 2016 feierte der Film im Tokyo Skytree seine Premiere, bevor er am 9. Juli 2016 in die japanischen Kinos kam. In Deutschland startete der Film am 14. Juli 2016.

### Synchronisation
Die deutsche Synchronfassung wurde durch Interopa Film erstellt, die Dialogregie übernahm Tobias Meister nach einem Dialogbuch von Klaus Bickert.
| Rolle                   | Darsteller           | Synchronsprecher   |
| ----------------------- | -------------------- | ------------------ |
| David Levinson          | Jeff Goldblum        | Martin Umbach      |
| Thomas J. Whitmore      | Bill Pullman         | Detlef Bierstedt   |
| Jake Morrison           | Liam Hemsworth       | Leonhard Mahlich   |
| Dylan Dubrow-Hiller     | Jessie Usher         | Amadeus Strobl     |
| Patricia Whitmore       | Maika Monroe         | Victoria Frenz     |
| Präsidentin Lanford     | Sela Ward            | Arianne Borbach    |
| Dr. Catherine Marceaux  | Charlotte Gainsbourg | Irina Wanka        |
| Jasmine Dubrow-Hiller   | Vivica A. Fox        | Anke Reitzenstein  |
| General Joshua T. Adams | William Fichtner     | Peter Flechtner    |
| Dr. Brackish Okun       | Brent Spiner         | Michael Pan        |
| Julius Levinson         | Judd Hirsch          | Klaus Sonnenschein |
| Charlie Miller          | Travis Tope          | Wanja Gerick       |
| Dikembe Umbutu          | Deobia Oparei        | Tilo Schmitz       |

## Vorgeschichte
Zum Film erschien 2016 in Comicform die im Original fünfteilige Geschichte Independence Day: Dunkle Tiefen (dt. bei Cross Cult). Autor ist Victor Gischler, es gab diverse Zeichner.
In dem Band wird ein in den nördlichen Atlantischen Ozean gestürztes Alien-Raumschiff untersucht, wobei es zu Kampfhandlungen mit Außerirdischen kommt.

## Rezeption

### Kritiken
Der Film konnte 30 Prozent der Kritiker bei Rotten Tomatoes überzeugen. Im Konsens heißt es dort, der Film sei unbestreitbar visuell beeindruckend, ihm fehle es aber im Vergleich mit seinem Vorgänger an emotionaler Kraft, die eine Weltuntergangsgeschichte voranbringe.
Andreas Borcholte von Spiegel Online ist auch von den Neuzugängen unter den Schauspielern nicht überzeugt: Emmerich gelingt es mit dieser personellen Verjüngung nicht, den Film in die Gegenwart zu pushen. Unter den Jungschauspielern befindet sich kein charismatischer Newcomer wie einst Will Smith.
Scott Feinberg von The Hollywood Reporter hält den Ton und dessen Schnitt im Film für Oscar-würdig.
Emmerich selbst sah die Produktion des Fortsetzungsfilms 2019 rückblickend kritisch: Ich hätte Nein sagen sollen, denn plötzlich drehte ich etwas, was ich selbst immer kritisiert hatte – ein Sequel. Und weiter: Ich wollte einen Film genau wie den ersten machen, aber dann stieg Will Smith wegen ‚Suicide Squad‘ aus. Ich hätte den Film abbrechen sollen, denn zuerst hatten wir ein viel besseres Skript, aber dann mussten wir ein neues zusammenkratzen. Der mäßige Erfolg des Films habe außerdem die Realisation seines Kriegsfilms Midway verzögert, da die Studios zunächst nicht bereit waren, ein entsprechendes Budget zur Verfügung zu stellen.

### Einspielergebnis
Die weltweiten Einnahmen des Films lagen bis September 2016 bei rund 383 Millionen US-Dollar. In die deutschen Kinos konnte der Film mehr als 1,45 Millionen Besucher locken.

### Vergleich mit dem Vorgängerfilm
Immer wieder wurde der Film nach seinem US-Kinostart mit dem Vorgängerfilm von 1996 verglichen. Jason Solomons von The Wrap schrieb, Resurgence sei im Grunde das Gleiche wie der erste Film, aber größer. Solomons meinte, es gebe im Film jede Menge Handlung und eine Hintergrundgeschichte, die wie Weltraumschrott umhertrieben, doch nichts, was wirklich zähle, wenn die neue Invasion beginne. Dem Film fehle es zudem an Seele, unter anderem wegen der darin gezeigten opferlosen Gewalt. Es fühle sich an, als ob darin niemand jemals wirklich stirbt oder verletzt wird, obwohl unser halber Planet zerstört werde.
Ein großes Problem bei Resurgence sei es, so Perri Nemiroff von Collider, dass sich nichts vertraut anfühle. Der Grund, warum es im ersten Film so ein Schock und Nervenkitzel gewesen sei, als Raumschiffe durch die Atmosphäre der Erde drangen und die großen Städte angriffen, lag laut Nemiroff teilweise daran, dass alles einen großen Wiedererkennungswert besessen habe – die Städte, die Denkmäler und auch die Menschen. Bevor Emmerich diese ikonischen Orte zerstörte, habe er einen erst ein wenig darin leben lassen und habe sich die Zeit genommen, einige Gesichter in der Masse von Menschen herauszustellen, bevor er die Städte wegblies. Resurgence hingegen gebe dem Zuschauer keine Zeit, sich auf der neuen Erde zu akklimatisieren, wodurch deren Zerstörung und das Sterben von Menschen vor einer fremden Landschaft wie die digitalen Weitwinkelaufnahmen des Kapitols in The Hunger Games wirkten.
Im Vergleich mit dem Vorgängerfilm, der für seinen pompösen US-amerikanischen Patriotismus berüchtigt war, bemerkte Oliver Kaever von Die Zeit, das Drehbuchteam habe eine andere Welt skizziert, in der die Nationen angesichts der Alien-Bedrohung und dank ihrer überlegenen Technologien zusammengewachsen seien und gemeinsam an einer friedlichen Zukunft arbeiteten. Man habe es sich allerdings auch diesmal nicht nehmen lassen, erneut 2001: Odyssee im Weltraum zu zitieren. War es im ersten Teil das „Hallo Dave“ des HAL-9000, so sei es in der aktuellen Version die der Menschheit freundlich gesinnte Kugel, die ziemlich genau so aussieht wie der vordere Teil der „Discovery“ aus „2001“.

### Auszeichnungen
Goldene Himbeere 2017
- Nominierung als Schlechtester Film
- Nominierung als Schlechteste Nebendarstellerin (Sela Ward)
- Nominierung als Schlechteste Neuverfilmung oder Fortsetzung
- Nominierung für die Schlechteste Regie (Roland Emmerich)
- Nominierung für das Schlechteste Drehbuch (Dean Devlin, Roland Emmerich, James Vanderbilt, James A. Woods und Nicolas Wright)[38]

Saturn Awards 2017
- Nominierung als Bester Science-Fiction-Film[39]

Teen Choice Awards 2016
- Nominierung als Choice Summer Movie
- Nominierung als Choice Summer Movie Actor (Liam Hemsworth)[40]

VES Awards 2017
- Nominierung in der Kategorie Outstanding Compositing in a Photoreal Feature[41]